# Raïon de Yalta
Le raïon de Yalta (en ukrainien : Ялтинський район et en russe : Ялтинский район) est un ancien raïon (district) de la RSS autonome de Crimée. Son centre administratif est la ville de Yalta.